# Richelieu (Mauritius)
Richelieu – miasto na Mauritiusie; w dystrykcie Black River. Według danych szacunkowych, w 2014 roku liczyło 8380 mieszkańców